# Ekspedycja 24
Ekspedycja 24 – dwudziesta czwarta ekspedycja na Międzynarodową Stację Kosmiczną, która rozpoczęła się 2 czerwca 2010 o 00:04 UTC w momencie odcumowania od stacji statku Sojuz TMA-17 z trzema  członkami Ekspedycji 23. Pozostali troje członkowie stali się w tym momencie członkami Ekspedycji 24. Kolejnych troje członków tej ekspedycji przybyło na stację 17 czerwca 2010 na pokładzie Sojuza TMA-19, który wystartował 15 czerwca.

## Załoga
Załoga stacji składała się z 6 członków, którzy przebywali na niej wspólnie od czerwca do września 2010 roku.
- Aleksandr Skworcow (1), Dowódca – Roskosmos
- Michaił Kornijenko (1), Inżynier pokładowy 1 – Roskosmos
- Tracy Caldwell Dyson (2), Inżynier pokładowy 2 – NASA
- Fiodor Jurczichin (3), Inżynier pokładowy 3 – Roskosmos
- Shannon Walker (1), Inżynier pokładowy 4 – NASA
- Douglas Wheelock (2), Inżynier pokładowy 5 – NASA

Liczba w nawiasie oznacza liczbę lotów odbytych przez każdego z astronautów, łącznie z Ekspedycją 24.